# 美南长老会中国差会
美南长老会（Presbyterian Church in the United States）是1861年美国长老会由于废奴问题而南北分裂的产物。数年之后，尽管南方正处于战后的困难时期，美南长老会还是在1867年向中国派出了第一批传教士。第一个传教基地选择在浙江省会杭州。以后沿京杭大运河逐步向北扩展。1905年，美南长老会中国差会大体以长江为界，形成了华中教区（包括长江以南除了镇江以外所有的传教站），和江北教区(包括镇江和江苏省长江以北的传教站)。1925年，华中教区加入中华基督教会的华东大会（1947年分属江南大会和浙江大会）；江北教区则继续留在中华长老会。两个教区的中央机构在上海。1952年，美南长老会撤出中国大陆。
1919年，美南长老会差会在华传教士146人，在各省分布情况如下：
1. 江苏110人
2. 浙江35人
3. 山东滕县1人

1919年美南长老会在华受餐信徒5671人，在各省分布情况如下：
1. 江苏4155人
2. 浙江1516人

1950年代，江北教区的长老会也加入了中华基督教会，成为其下设的江淮大会。

## 华中教区（Mid-China Mission）
包括除镇江以外所有长江以南的传教站。
- 传教站: 杭州(1867年)；苏州 (1872年)；嘉兴(1895年)；江阴（1895年）；南京(1920年)；濟南（1930年 -只参与医疗工作）。
- 堂会：
  - 杭州湖山堂
  - 天水堂 、太平堂、城北堂、拱宸堂；
  - 胥江堂会（苏州养育巷思杜堂，今使徒堂）
  - 齐溪堂会（苏州齐门外崇道堂）
  - 江阴东门堂会（东门外河南街澄东堂）[1]
  - 江阴北门堂会（北门外）
  - 虞东堂会（常熟东门外塘坊桥）
  - 从谦堂（常州西门）
- 学校：
- 医院：苏州福音医院，江阴福音医院，嘉兴福音医院
- 附注：在杭州、苏州两地，美南长老会、和美北长老会分别进行各自的传教工作，各自开辟了数座教堂。

## 江北教区（North Kiangsu Mission）
- 传教站: 镇江(1883年)，清江浦(今淮安市区，1892年)，宿迁(1893年)，徐州(1896年)，淮安(今淮安市楚州区，1904年)，海州(1908年)，泰州(1908年)，盐城(1911年)，山东滕县(1918年，参与华北神学院)。
- 堂会：
  - 镇江西门堂会（西门堰头街）
  - 镇江南门堂会（南门外大街润南堂）[2]
  - 姚一湾堂会（镇江西门外）大西路
  - 大港支堂
  - 大路支堂
  - 庄泉支堂
  - 丹阳堂会（东门大街）
  - 辛丰堂会
  - 金坛堂会
  - 宿迁耶稣堂（小南门富贵街）
  - 清江浦同庆街礼拜堂、博古巷1号教堂、王营耶稣堂，
  - 淮安堂会：淮安西门福音堂、北门教堂；马厂、钦工、沙墩、苏嘴、河下、顺河、范集、岔河、车桥、头涵洞
  - 徐州牌坊街西关教堂、平民巷南关教堂、坝子街北关教堂；
  - 官湖堂会
  - 窑湾堂会
  - 胡圩堂会
  - 凌城堂会
  - 汴塘堂会
  - 棋盘堂会
  - 袁家洼堂会
  - 泰州堂会
  - 盐城北大街教堂；
  - 海州教堂、
  - 新浦民主路利昌巷教堂[1]；
- 学校：
- 医院：清江浦水渡口仁慈医院；镇江新西门基督医院；徐州基督医院、坤维女医院，海州义德医院，宿迁仁济医院

## 著名人物
- Inslee, Elias B.
- 赛兆祥（赛珍珠的父亲）
- 吴板桥
- 杜步西
- 司徒尔
- 司徒雷登
- 钟爱华（葛培理的岳父）